# أورانينبورغ
ارانينبرغ (بالألمانية: Oranienburg) هي مدينة وبلدة ألمانية تقع في ألمانيا في براندنبورغ. يقدر عدد سكانها بـ 41,194 نسمة .

## المدن التوأمة
مدن ملنيك (التشيك)، باينوليه، هام (مدينة)، فوخت وفريدريشتال (سار) هي مدن توأمة لـارانينبرغ.

## أعلام
- أوغست فيلهلم البروسي
- كارل هيمبل
- مايكل بلومنتال
- فالتر بوته
- أليكساندر والكي